# Província de Bamiyan

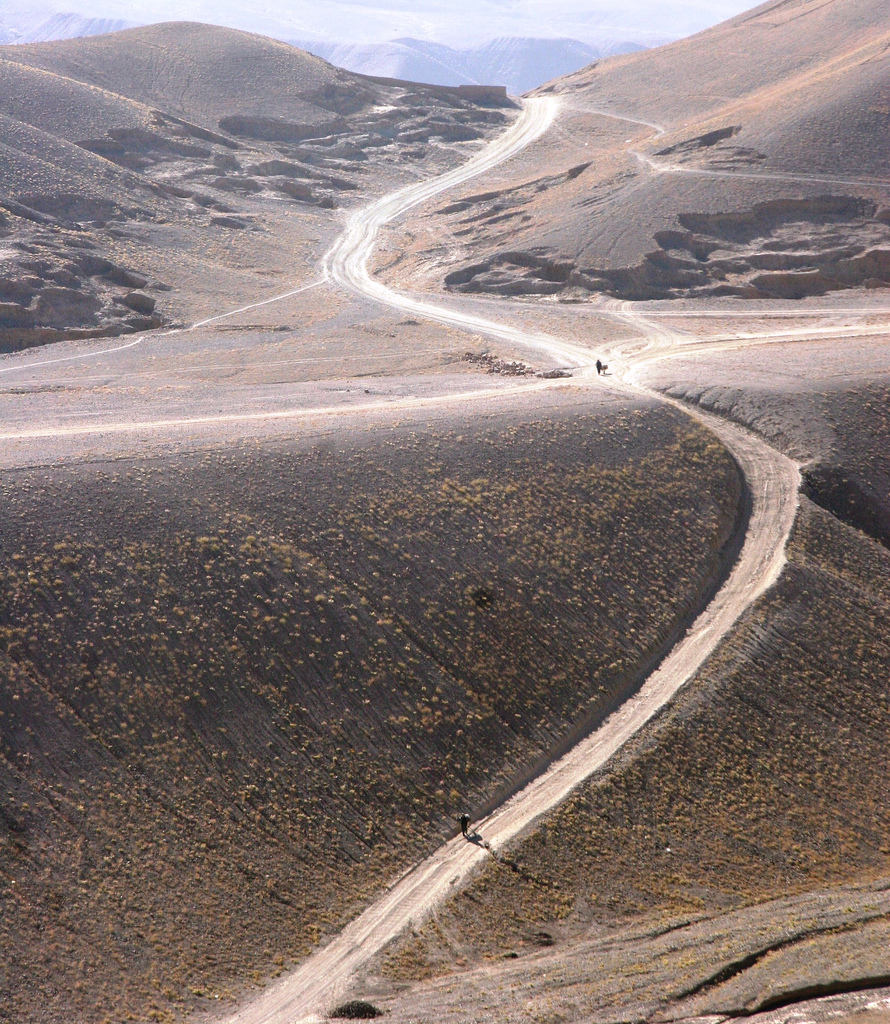
Ruta a les muntanyes de Bamyan

La província de Bamiyan (بامیان) és una divisió administrativa de l'Afganistan al centre del país amb capital a Bamiyan (Bamian); la població és de majoria hazares amb un 16% de sadats i 15% de tadjiks, i petotres minories de paixtus i tatars. Bamyan és la província més gran de l'Hazaradjat i capital de la nació hazara. La superfície de la província és de 18.088 km² i la població de 399.600 (2006).

## Història
Bamyan deriva el seu nom d'un monestir budista anomenat en sànscrit Varmayana, "colorit". Hi ha diverses estàtues de Buda a la rodalia entre les quals destaquen els Budes de Bamian de 55 i 37 metres, del segle IV o V, i Patrimoni de la Humanitat, destruïdes pels talibans el març del 2001 i encara pendents de reconstrucció. A l'oest els llacs de Band-e-Amir són una zona de gran bellesa natural. Bamyan és des de 2006 la base del contingent d'ocupació neozelandès anomenat Task Group Crib, oficialment equip de reconstrucció de la província.

## Districtes

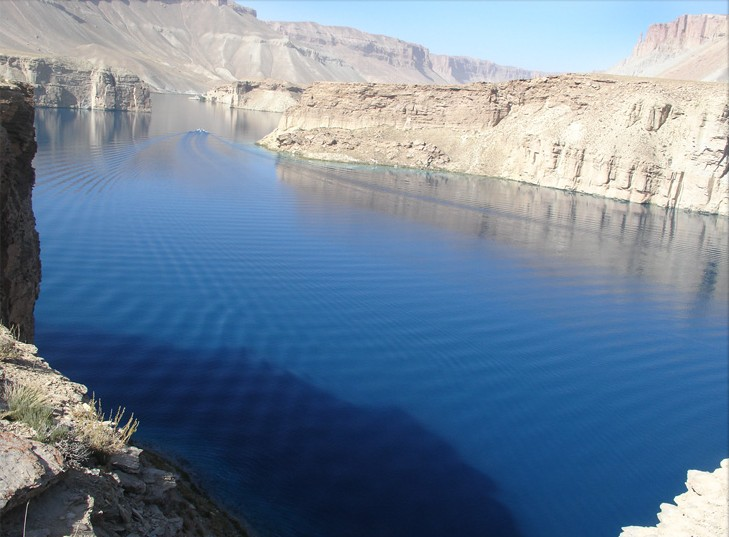
Llacs Band-e Amir a Bamyan.

Districtes de Bamyan

| Districte | Capital | Població | Àrea | Notes                                                                                            |
| --------- | ------- | -------- | ---- | ------------------------------------------------------------------------------------------------ |
| Bamyan    | Bamyan  | 61.863   |      |                                                                                                  |
| Kahmard   | Kahmard | 17.643   |      | Fins al 2005 part de la província de Baghlan                                                     |
| Panjab    | Panjab  | 47.099   |      |                                                                                                  |
| Sayghan   | Sayghan | 18.001   |      | Fins al 2005 part de la província de Baghlan, el districte fou creat el 2005 segregat de Kahmard |
| Shibar    | Shibar  | 25,177   |      |                                                                                                  |
| Waras     | Waras   | 81.787   |      |                                                                                                  |
| Yakawlang | Nayak   | 65.573   |      |                                                                                                  |